# Stefanie Ludwig
Stefanie Ludwig (* 1967 in Bad Homburg vor der Höhe) ist eine deutsche Fernsehmoderatorin.

## Leben
Stefanie Ludwig stand 1984 das erste Mal für die ZDF-Sendung Der Apfel fällt nicht weit vom Stamm vor der Kamera. Bereits neben ihrem Germanistikstudium in Frankfurt hat sie als Hörfunkmoderatorin bei hr3 gearbeitet. Beim Hessischen Rundfunk war sie seit 1986 die weibliche Stimme am Morgen (hr3 Pop und Weck). Zusammen mit Thomas Koschwitz, Jörg Bombach und Mathias Münch gehörte sie zu den bekanntesten Moderatoren des Senders. 1990 spielte sie in dem ARD-Film Frauen sind keine Engel aus der Reihe Liebesgeschichten an der Seite von Sabine Kaack und Helmut Zierl. Von 1992 bis 1995 moderierte sie beim Hessischen Rundfunk die Fernsehsendungen Sportjournal und ARD Sport Extra.
1994 übernahm sie von Sigi Harreis die Südwestfunk-Fernsehsendung Spass auf der Gass, die sie zusammen mit SWR3-Moderator Sascha Zeus präsentierte. Stefanie Ludwig moderierte ab 1997 zusammen mit Markus Brock die tägliche ZDF-Show 701 – die Show. 1999 spielte sie eine Journalistin im Action-Thriller der Senator Film von Thomas Bohn Straight Shooter zusammen mit Dennis Hopper, Heino Ferch, Katja Flint u. a.
Bekannt wurde Ludwig als Schauspielerin auch durch viele Rollen in der ZDF-Serie SOKO und ZDF-Reihe Streit um drei. Seit Oktober 2004 ist sie als Moderatorin und Modedesignerin bei HSE24 tätig.
Stefanie Ludwig war mit dem Schauspieler und Moderator Alexander-Klaus Stecher verheiratet. Im Herbst 2007 trennte sich das Ehepaar, im Juli 2010 wurde es geschieden. Stefanie Ludwig lebt mit ihren beiden Söhnen in München.